# جون سميث (مصارع هاوي)
جون سميث (بالإنجليزية: John William Smith) (و. 1965  م) هو مصارع رياضي أمريكي، ولد في أوكلاهوما سيتي، أوكلاهوما، شارك في الألعاب الأولمبية الصيفية 1992، والمصارعة في الألعاب الأولمبية الصيفية 1988 – رجال حرة 62 كجم ‏، والألعاب الأولمبية الصيفية 1988، والمصارعة في الألعاب الأولمبية الصيفية 1992 – رجال حرة 62 كجم ‏، بدأ مشواره المهني سنة 1984.

## روابط خارجية
- جون سميث على موقع قاعدة بيانات المصارعة الدولية (الإنجليزية)
- جون سميث على موقع أوليمبيديا (الإنجليزية)